# 达智胡同
达智胡同，是位于北京市西城区中部的一条胡同。现已无存。

## 简介
达智胡同为南北走向，南到民丰胡同（如今因中京畿道东延，民丰胡同此段成为中京畿道的一部分），北到皮库胡同。清朝称“臊达子营”，又称“达子营”。中华民国成立后改为“达智营”。1965年北京市整顿地名，更名为“达智胡同”。2000年至2001年，为建设居民小区“丽华苑”，达智胡同拆除。丽华苑建设工程于2000年拆迁平房，2001年底丽华苑建成入住。丽华苑建成后，其东侧新辟一道路，接近原来的达智胡同旧址，但未命名。
达智胡同以西，原来还有达智西巷。达智西巷东起达智胡同，向西再北拐至皮库胡同。建设丽华苑时拆除。